# Championnat d'Europe de billard carambole partie libre cadets
Le championnat d'Europe de billard carambole à la partie libre cadets est organisé par la Confédération européenne de billard.

## Palmarès

### Année par année

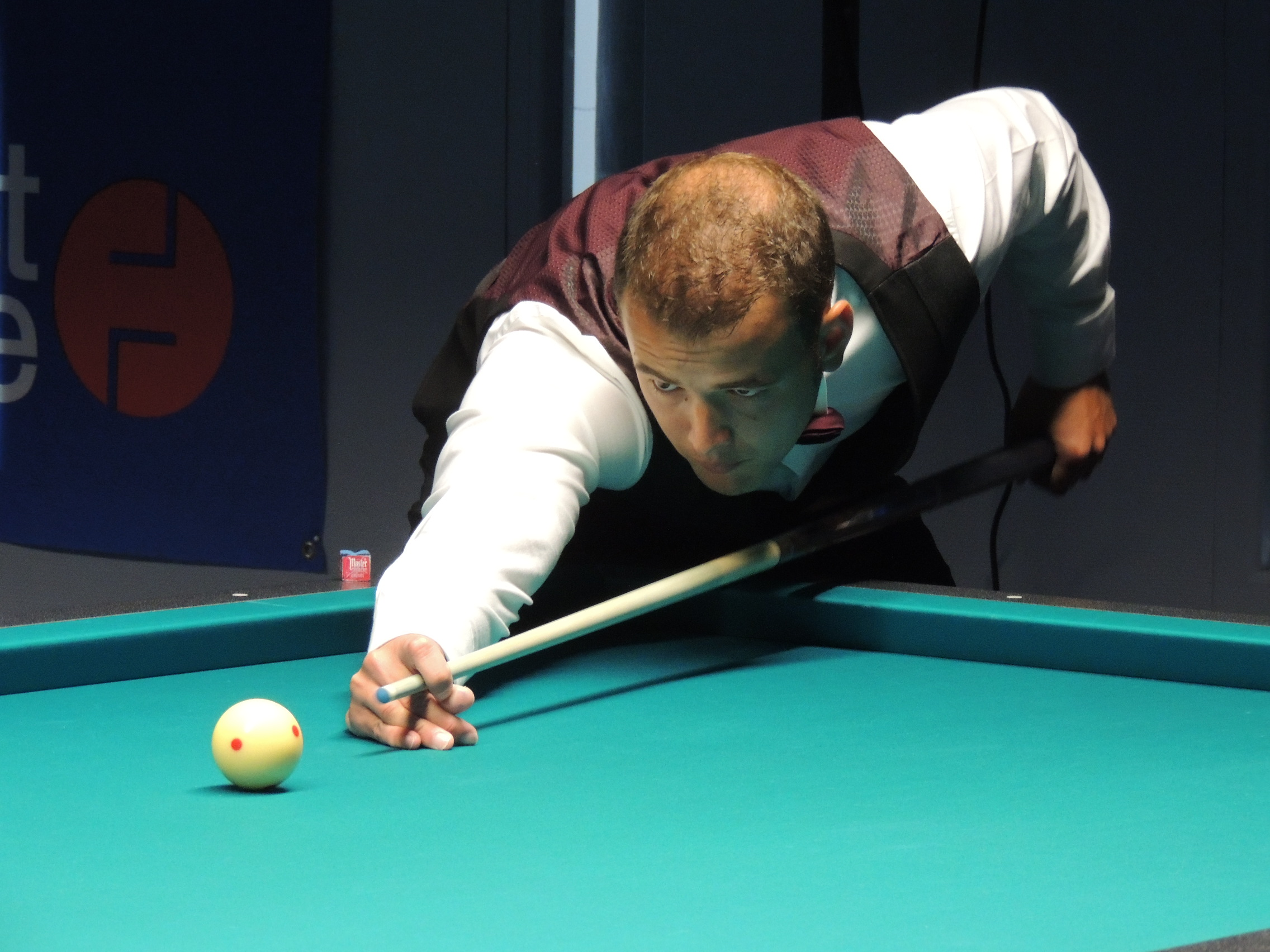
Pierre Soumagne - Recordman du nombre de victoires

Liste des champions d'Europe de la CEB à la partie libre cadets.[réf. incomplète],[réf. incomplète],[réf. incomplète]
| Année | Ville hôte        | Joueur                 | Moyenne générale |
| ----- | ----------------- | ---------------------- | ---------------- |
| 1992  | Villeneuve-d'Ascq | Torres (1)             | 31,81            |
| 1993  | Kroměříž          | Coenen (1)             | 17,71            |
| 1994  | Laon              | Koch (1)               | 13,52            |
| 1995  | Wijchen           | Tejs Tafdrup (1)       | 51,40            |
| 1998  | Hengelo           | Marc Araujo (1)        | 73,76            |
| 1999  | Cobourg           | Mikaël Devogelaere (1) | 75,13            |
| 2000  | Bruges            | Benjamin Ikkache (1)   | 45,16            |
| 2001  | Beverwijk         | Savez (1)              | 57,14            |
| 2002  | Grubbenvorst      | Pierre Soumagne (1)    | 60,00            |
| 2003  | Vienne            | Pierre Soumagne (2)    | 63,16            |
| 2004  | Soissons          | Pierre Soumagne (3)    | 57,14            |
| 2005  | Hoogeveen         | Kenny Miatton (1)      | 46,15            |
| 2006  | Bruges            | Gaël Gagnepin (1)      | 29,27            |
| 2007  | Menin             | Christoph Hilger (1)   | 61,88            |
| 2008  | Ústí nad Labem    | Christoph Hilger (2)   | 133,33           |
| 2009  | Ranst             | Antonio Montes (1)     | 41,38            |
| 2010  | Welberg           | Adrien Tachoire (1)    | 30,77            |
| 2011  | Mâcon             | Teddy Chouit (1)       | 15,94            |
| 2013  | Brandebourg       | Sam Van Etten (1)      | 80,67            |
| 2014  | Bochum            | Anders Henriksen (1)   | 47,00            |
| 2015  | Brandebourg       | Simon Blondeel (1)     | 42,86            |
| 2016  | Dudelange         | Simon Blondeel (1)     | 33,33            |
| 2018  | Ronchin           | Nick Dudink (1)        | 14,19            |

## Records

### Record de moyenne générale
| Joueur               | Année | Moyenne générale |
| -------------------- | ----- | ---------------- |
| Christoph Hilger (1) | 2008  | 133,33           |

### Record de victoire
| Joueur             | Nombre de victoires |
| ------------------ | ------------------- |
| Pierre Soumagne    | 3                   |
| Christoph Hilger   | 2                   |
| Simon Blondeel     | 2                   |
| Marc Araujo        | 1                   |
| Mikaël Devogelaere | 1                   |
| Benjamin Ikkache   | 1                   |
| Gaël Gagnepin      | 1                   |
| Adrien Tachoire    | 1                   |
| Teddy Chouit       | 1                   |
| Sam Van Etten      | 1                   |
| Nick Dudink        | 1                   |
| Tejs Tafdrup       | 1                   |
| Anders Henriksen   | 1                   |
| Kenny Miatton      | 1                   |
| Antonio Montes     | 1                   |
| Torres             | 1                   |
| Coenen             | 1                   |
| Koch               | 1                   |
| Savez              | 1                   |

### Record de victoire par nationalité
| Pays      | Nombre de victoires |
| --------- | ------------------- |
| France    | 9                   |
| Belgique  | 3                   |
| Danemark  | 2                   |
| Espagne   | 2                   |
| Allemagne | 1                   |